# アドベンチャーコメディ 夏の家族
『アドベンチャーコメディ 夏の家族』（なつのかぞく）は、フジテレビ系列で放送されたテレビドラマ。1974年7月6日から9月28日にかけて、土曜夜9時30分から10時25分（土曜劇場）の枠で放送された。全13回。

## 概要
舞台は東京の南方52kmの太平洋、伊豆諸島内にある小島『突撃島』。この島に住む老婆・五十嵐麗（うらら）は元有名女優で、“パイポ”こと孫の蛍子と、養子の男の子6人と一緒に暮らしていた。ある日大地震が起こり、電気、電話、船ともに全て不通となったこの日、東京から航空測量に来た庄田峻介の乗るヘリコプターが不時着し、峻介は気を失って五十嵐家で介抱された。この時がパイポと峻介の出会いであり、島を出たことが無かったパイポはヘリコプターで東京へ行きたいと言い出した。五十嵐家と峻介、島の住人たち、そして様々な島の上陸者たちが一緒になって展開した軽妙なコメディ。

## キャスト
- 五十嵐蛍子（パイポ）：浅丘ルリ子
- 庄田峻介：児玉清
- 五十嵐竜太：渡辺篤史
- 五十嵐純：森本レオ
- アイコ：高沢順子
- 浜吉：前田吟
- 鶴八：常田富士男
- 鈴木巡査：山谷初男
- 桃：野村昭子
- 開発屋・黒岩：犬塚弘
- よろず屋のおとよ：田中筆子
- オミソ：正満卓也
- 田代裕
- 長田伸二
- 小林功
- ジョン・ラブレキュー
- 小沢直平
- 神山卓三
- 園千雅子
- 五十嵐麗：宮城まり子（第4話まで）→荒木道子（第5話以降）

### ゲスト
- 留五郎：坂上二郎 - 賭博常習者（第4話）
- あけみ：春川ますみ - 自称・庄田の婚約者（第5話）
- 石出京子：市川翠扇 - 麗が女優だった時にライバルだった女優（第6話）
- 謎の紳士：加藤嘉（第7話）
- ジョー：平泉征（第10話）
- トモ：うえずみのる（第10話）
- 寺川曇：小山田宗徳 - 元貴族院議員（第11話）
- 伏木サリー：横山道代 - 寺川の秘書（第11話）
- 良太郎：大村崑 - パイポの実父（第12話）

## スタッフ
- 企画：駒井憲二、久板順一朗
- プロデューサー：銭谷功、岡本俊次
- 作：山田正弘、福田善之、岩間芳樹、尾中洋一、鴨井達比古
- 音楽：坂田晃一
- 演出：和田圓、杉田成道
- 演出助手：関口保幸
- 制作担当：道祖土健、浜田亮
- 番組デスク：一色隆弘
- 音響効果：篠沢紀雄
- 技術：山下則近
- カメラ：佐藤正直
- 照明：篠原安繁
- 映像：横井亮介
- 音声：西田貞雄
- VTR：千葉正
- 美術：関精二
- タイトル：川崎利治
- 制作：フジテレビ、国際放映、プロデューサー／プレイヤー

## サブタイトル
| 話数 | 放送日        | サブタイトル          | 脚本       | 演出     |
| ---- | ------------- | --------------------- | ---------- | -------- |
| 1    | 1974年7月6日  | Oh! 突撃島            | 山田正弘   | 和田圓   |
| 2    | 1974年7月13日 | パイポの突撃!?        | 山田正弘   | 和田圓   |
| 3    | 1974年7月20日 | 突撃島大ききん        | 山田正弘   | 和田圓   |
| 4    | 1974年7月27日 | 突撃島慕情            | 山田正弘   | 和田圓   |
| 5    | 1974年8月3日  | 突撃! 結婚戦争        | 山田正弘   | 和田圓   |
| 6    | 1974年8月10日 | 突撃ボカン寄港!       | 福田善之   | 和田圓   |
| 7    | 1974年8月17日 | パイポ変身ス!         |            | 杉田成道 |
| 8    | 1974年8月24日 | 突撃島(秘)作戦!       |            | 和田圓   |
| 9    | 1974年8月31日 | (秘)トツゲキ島奇談    |            | 和田圓   |
| 10   | 1974年9月7日  | 突撃ホーム・ジャック! | 岩間芳樹   | 和田圓   |
| 11   | 1974年9月14日 | 緑はるかに、ン!?      | 尾中洋一   | 杉田成道 |
| 12   | 1974年9月21日 | 父帰ル攻防戦!         | 鴨井達比古 | 杉田成道 |
| 13   | 1974年9月28日 | サラバ突撃島ョ!       | 山田正弘   | 和田圓   |